# Västkusten
Västkusten – Småort (miejscowość) w Szwecji, w regionie Dalarna, w gminie Hedemora.